# Elle tågeklokke
Elle tågeklokke er en tågeklokke til advarsel for skibsfarten, som ligger syd for Drøbak på østsiden af Oslofjorden. Klokketårnet er i træ og bygget i schweizerstil. Tårnet er stort set bevaret som det var og har både fyrhistorisk og arkitektonisk værdi som et særegent kulturminde, og klokke og drivværk fungerer stadig; Tågeklokken er derfor fredet efter lov om kulturminner.

## Eksterne kildere og henvisninger
- Wikimedia Commons har flere filer relateret til Elle tågeklokke
- Elle tågeklokke på Riksantikvarens hjemmeside kulturminnesok.no
- Elle tåkeklokke Arkiveret 23. maj 2013 hos  Wayback Machine Norsk Fyrhistorisk Forening